# Ядвісін (Луківський повіт)
Ядвісін (пол. Jadwisin) — село в Польщі, у гміні Луків Луківського повіту Люблінського воєводства.
Населення — 151 особа (2011).
У 1975-1998 роках село належало до Седлецького воєводства.

## Демографія
Демографічна структура станом на 31 березня 2011 року:
|          | Загалом | Допрацездатний вік | Працездатний вік | Постпрацездатний вік |
| -------- | ------- | ------------------ | ---------------- | -------------------- |
| Чоловіки | 74      | 21                 | 44               | 9                    |
| Жінки    | 77      | 19                 | 43               | 15                   |
| Разом    | 151     | 40                 | 87               | 24                   |